# Gyalwang Drugpa

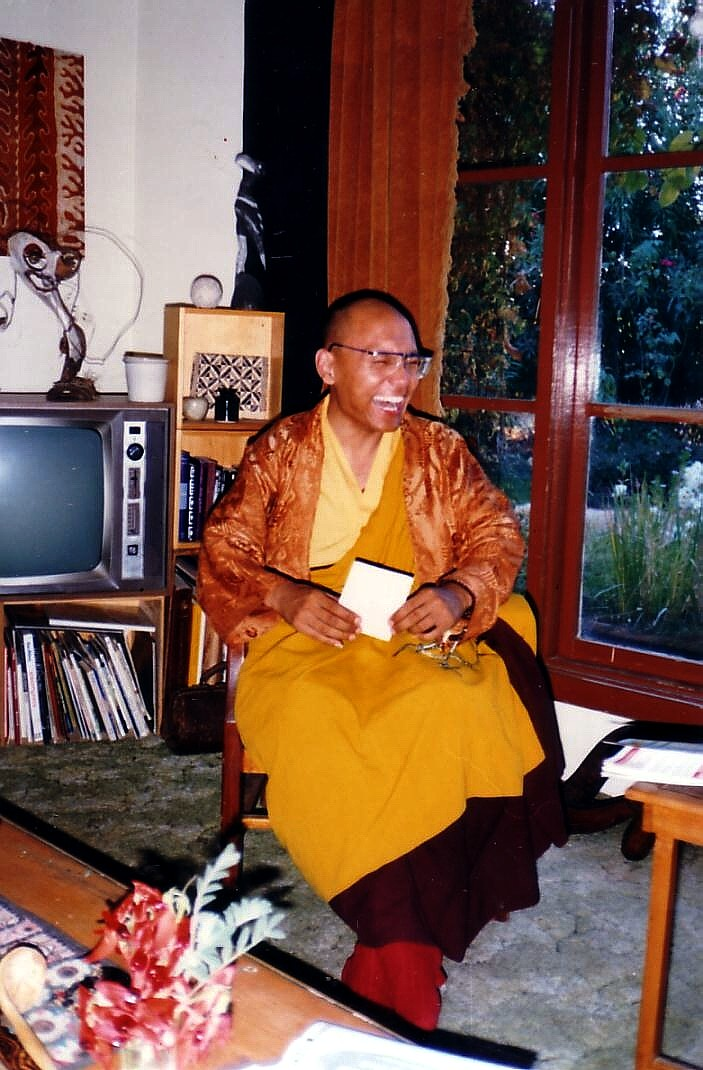
Den tolfte Gyalwang Drukpa på besök i Alice Springs, Australien 1991.

Gyalwang Drugpa, (Wylie: rgyal dbang 'brug pa), känd som Drugchen ('brug chen) är en ätt av inkarnerade lamor som är överhuvud över Drugpa-Kagyü grenen inom den tibetanska buddhismen. Gyalwang Drugpa har särskilt stor betydelse i Bhutan, där Drugpa-Kagyü är statsreligion.
Ätten går tillbaka till Drugpa-Kagyüs grundade den asketiske mästaren Tsangpa Gyare (1161-1211), som vid en tidig ålder skall ha bemästrat de tantriska bruken i Mahamudra och Naropas sex yogier. Tsangpa Gyare erkändes som en manifestation av medlidandets Buddha, Chenrezig, och som en reinkarnation av den förste buddhistiske kejsaren i Tibet, Songtsän Gampo, Naropa, samt Milarepas lärjunge Gampopa. 

## Lista över alla Gyalwang Drugpa
| Inkarnation                 | Namn                          | Levnad      |
| --------------------------- | ----------------------------- | ----------- |
| De förste Gyalwang Drugpa   | Tsangpa Gyare Yeshe Dorje     | 1161 - 1211 |
| Den andre Gyalwang Drugpa   | Kunga Paljor                  | 1428 - 1476 |
| Den tredje Gyalwang Drugpa  | Jamyang Chodrak               | 1478 - 1513 |
| Den fjärde Gyalwang Drugpa  | Kunkhyen Pema Karpo           | 1527 - 1592 |
| Den femte Gyalwang Drugpa   | Pagsam Wangpo                 | 1593 - 1653 |
| Den sjätte Gyalwang Drugpa  | Mipham Wangpo                 | 1654 - 1717 |
| Den sjunde Gyalwang Drugpa  | Trinle Shingta                | 1718 - 1766 |
| Den åttonde Gyalwang Drugpa | Künzik Chökyi Nangwa          | 1768 - 1822 |
| Den nionde Gyalwang Drugpa  | Migyur Wangyel                | 1823 - 1883 |
| Den tionde Gyalwang Drugpa  | Mipham Chökyi Wangpo          | 1884 - 1930 |
| Den elfte Gyalwang Drugpa   | Tendzin Khyenrab Geleg Wangpo | 1931 - 1960 |
| Den tolfte Gyalwang Drukpa  | Jigme Pema Wangchen           | 1963 -      |